# Hedemora stadsbibliotek
Hedemora stadsbibliotek är en byggnad i Hedemora, Dalarnas län och Hedemora kommuns huvudbibliotek. Biblioteket byggdes mellan mars och december 1993, och invigdes 5 februari 1994. Det ersatte det tidigare biblioteket i Hanssonska villan uppe på åsen.
Hedemora stadsbibliotek är ritat av Björn Thyberger på Nyréns arkitektkontor i Stockholm och inredningsarkitekt var Karin Nyrén på samma företag. Byggnaden kostade 15,5 miljoner kronor att uppföra och huvudentreprenör var Skanska. De mest framträdande utsmyckningarna på biblioteket är granitskulpturen Fönstret av Åsa Herrgård och trägrinden Skogsport av Olle Kåks. Biblioteket hade 2014 cirka 70 000 böcker.

## Galleri

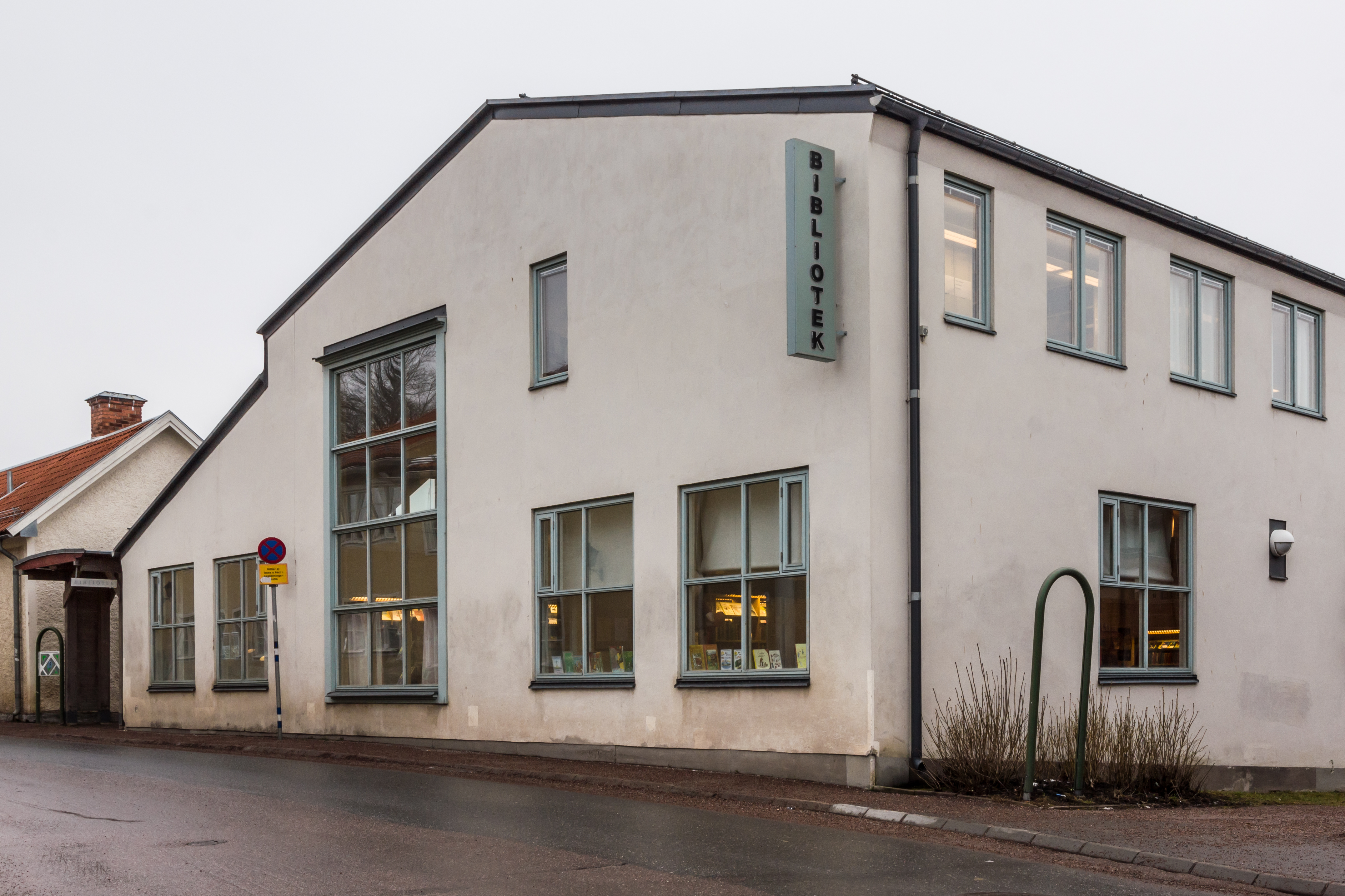
Stadsbiblioteket från väster
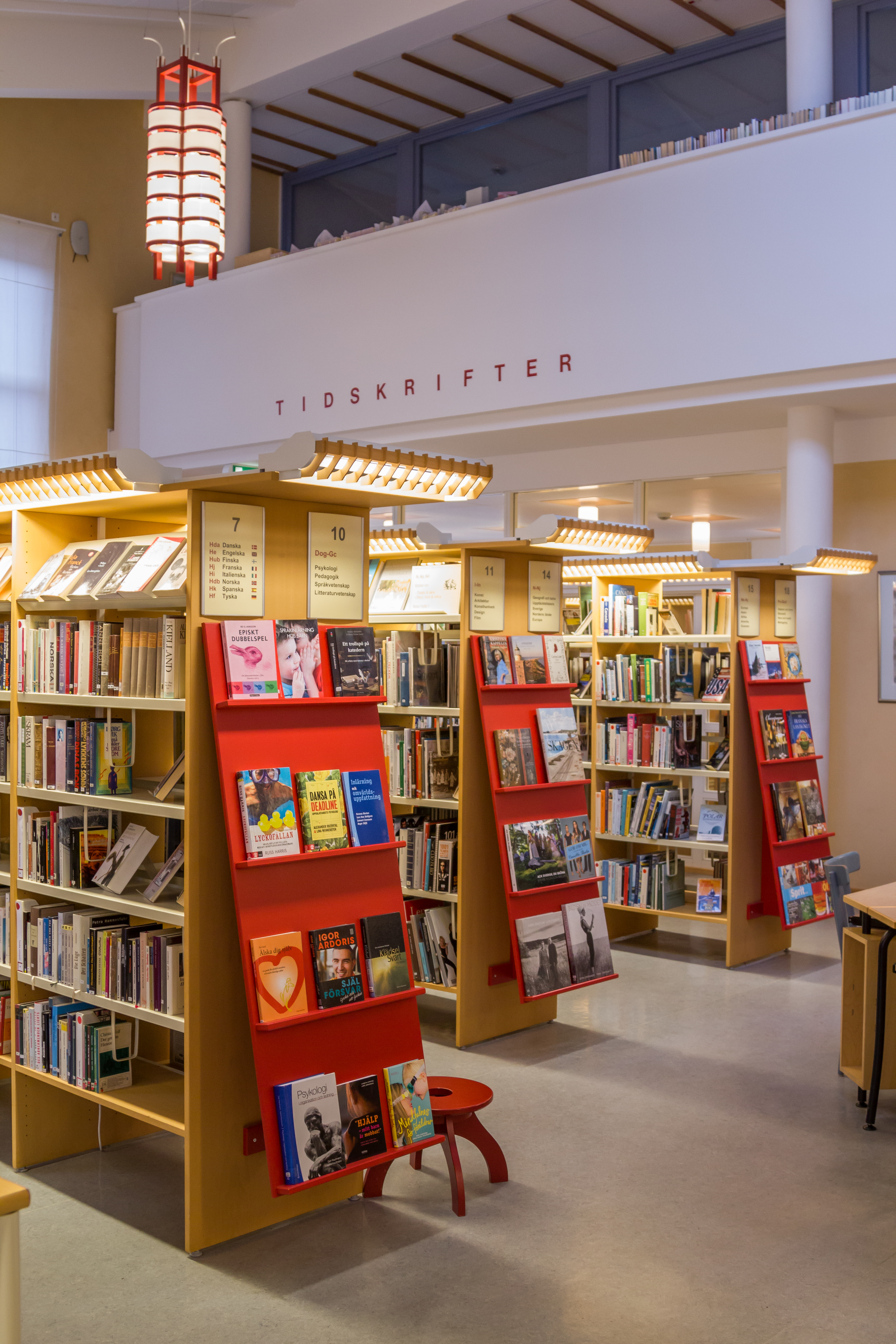
Interiör
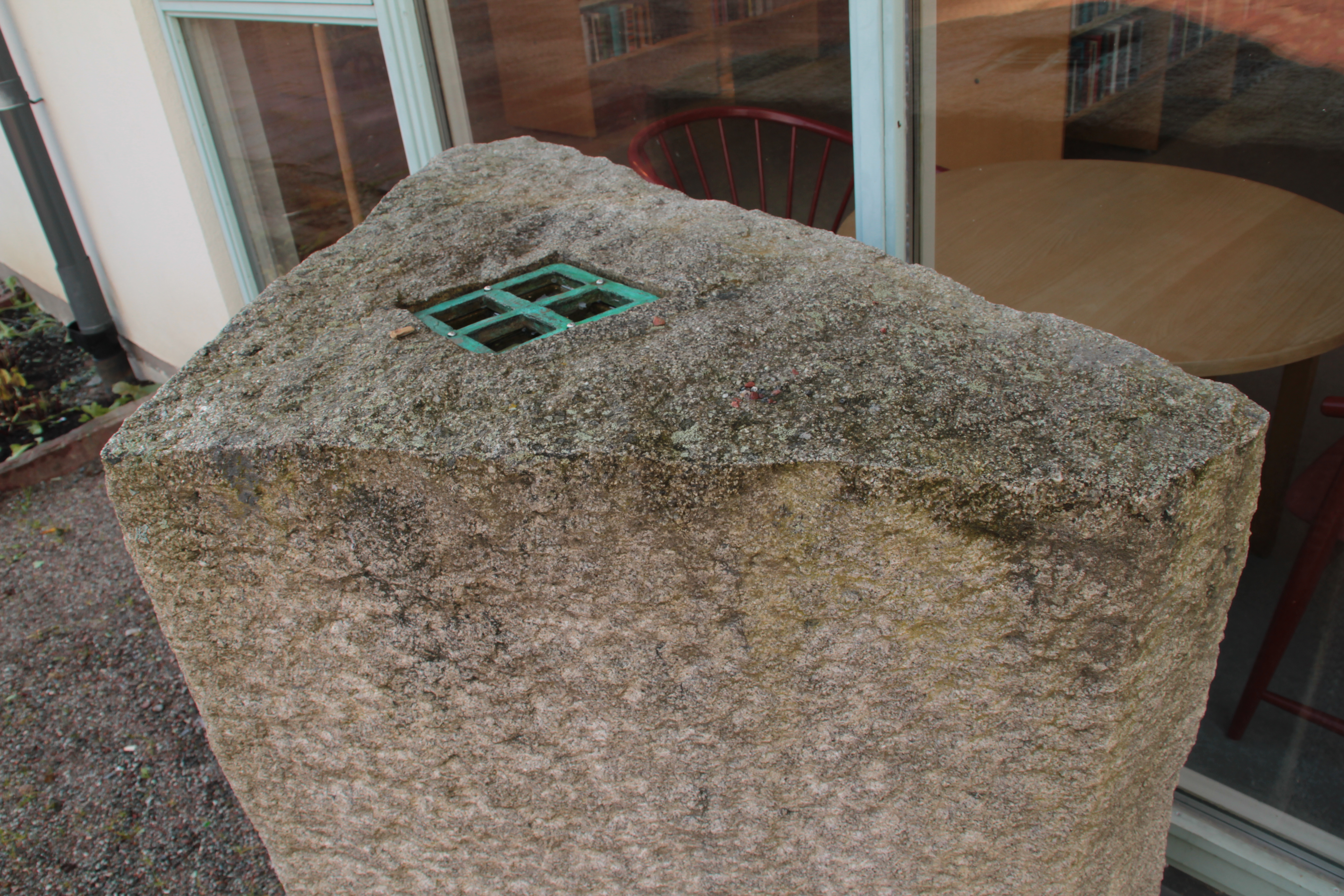
Fönstret av Åsa Herrgård

### Fotnoter
1. 1 2  Hedemora stadsbibliotek. ”Stadsbiblioteket”. Arkiverad från originalet den 13 mars 2014. https://web.archive.org/web/20140313215444/http://www.hedemorabibliotek.se/web/arena/stadsbiblioteket. Läst 13 mars 2014.
2. ↑  Hedemora stadsbibliotek. ”Bibliotekets historia”. Arkiverad från originalet den 13 mars 2014. https://web.archive.org/web/20140313215647/http://www.hedemorabibliotek.se/web/arena/bibliotekets-historia. Läst 13 mars 2014.
3. ↑  Langefalk, Eva (30 april 2014). ”Biblioteket firade”. dt.se. Arkiverad från originalet den 9 mars 2016. https://web.archive.org/web/20160309231208/http://www.dt.se/dalarna/hedemora/biblioteket-firade-1. Läst 18 februari 2016.